# ATP Challenger Gatineau
Das ATP Challenger Gatineau (offizieller Name: Challenger Banque Nationale de Gatineau) war ein Tennisturnier in Gatineau, das 2016 zum ersten Mal ausgespielt wurde. Es war Teil der ATP Challenger Tour und wurde im Freien auf Hartplatz ausgetragen. Bradley Klahn ist mit einem Sieg im Einzel und zwei Siegen im Doppel erfolgreichster Spieler.

## Liste der Sieger

### Einzel
| Jahr | Sieger           | Finalgegner    | Ergebnis        |
| ---- | ---------------- | -------------- | --------------- |
| 2019 | Jason Kubler     | Enzo Couacaud  | 6:4, 6:4        |
| 2018 | Bradley Klahn    | Ugo Humbert    | 6:3, 7:65       |
| 2017 | Denis Shapovalov | Peter Polansky | 6:1, 3:6, 6:3   |
| 2016 | Peter Polansky   | Vincent Millot | 3:6, 6:4 aufgg. |

### Doppel
| Jahr | Sieger                            | Finalgegner                       | Ergebnis          |
| ---- | --------------------------------- | --------------------------------- | ----------------- |
| 2019 | Alex Lawson Marc Polmans          | Hans Hach Verdugo Dennis Novikov  | 6:4, 3:6, [10:7]  |
| 2018 | Robert Galloway Bradley Klahn (2) | Darian King Peter Polansky        | 7:64, 4:6, [10:8] |
| 2017 | Bradley Klahn (1) Jackson Withrow | Hans Hach Verdugo Vincent Millot  | 6:2, 6:3          |
| 2016 | Tristan Lamasine Franko Škugor    | Jarryd Chaplin John-Patrick Smith | 6:3, 6:1          |